# Kyle Abraham
Kyle Abraham (geb. 14. August 1977 in Pittsburgh) ist ein US-amerikanischer zeitgenössischer Tänzer und Choreograf. Er gilt als Meister bei der Vermischung von Hip-Hop, Streetdance und Ausdruckstanz.

## Leben und Werk
Abraham wuchs in einem afroamerikanischen Bürgerviertel in Pittsburgh auf. Seine Begabung fürs Tanzen entdeckte er erst spät, als er eine Rolle für ein Highschool-Musical erhielt. Er entschied sich eine Laufbahn als Choreograf einzuschlagen, obwohl er auch viel schauspielerisches Talent zeigte. Nach der Erlangung seines Bachelor of Fine Arts am Purchase College der State University of New York im Jahr 2000 trat er kurzzeitig für die Bill T. Jones/Arnie Zane Dance Company auf. Bald darauf setzte er sein Studium an der Tisch School of the Arts fort, die er 2006 mit einem Master of Fine Arts abschloss. Im selben Jahr entstand seine Solo-Choreografie Inventing Pookie Jenkins, in der er mit abwechselnd wilden und fließenden Bewegungen und einem knöchellangen, weißen Rock maskuline Stereotypen auf den Kopf stellte. 2007 wurde Abraham Mitglied bei der Tanztruppe des Choreografen David Dorfman.
Bereits ein Jahr zuvor gründete Abraham das Ensemble Kyle Abraham/Abraham.In.Motion (A/I/M), mit dem er viele erfolgreiche Tänze aufführte. Seine Werke beschäftigen sich mit Themen wie Identität, Geschichte und Gemeinschaft. In The Radio Show von 2010 ließ sich Abraham von Erinnerungen an einen ehemaligen schwarzen Pittsburgher Radiosender inspirieren und verwebte diese mit Gefühlen, die Erkrankungen seines Vaters bei ihm auslösten. Für sein Ensemble-Werk Pavement („Straße“, „Pflaster“) ließ Abraham das Pittsburgh der 1990er Jahre wieder aufleben, wobei er sich auch von John Singletons Film Boyz n the Hood – Jungs im Viertel (1991) und W. E. B. Du Bois Buch The Souls of Black Folks (1903) inspirieren ließ. Pavement spielt auf einem Basketballplatz und thematisiert häusliche und polizeiliche Gewalt sowie die Brutalität von Straßengangs in den Schwarzenvierteln von Pittsburgh. In dem Stück kommt u. a. auch klassische Musik von Johann Christian Bach und Antonio Vivaldi zum Einsatz. When the Wolves Came In von 2014, ausgestattet von Glenn Ligon und mit Musik von Robert Glasper, beschäftigt sich hingegen mit den Bürgerrechtsbewegungen in den USA und Südafrika.
Daneben choreografierte Abraham auch für andere Ensembles. Zu seinem Repertoire für Alvin Aileys American Dance Theater (AAADT) und Ailey II (Tochterensemble von AAADT) gehörte The Corner (2010), Another Night (2012) und die letzten beiden Teile seiner Trilogie Untitled America (2016). Daneben spielte er auch im Duett mit der New Yorker Balletttänzerin Wendy Whelan. 2013 führten beide zusammen erstmals The Serpent and the Smoke beim Jacob’s Pillow Dance Festival auf. Im Jahr darauf choreografierte er ein Video für die Herbst/Winter-Kollektion des Modelabels rag & bone, in das er zusammen mit Indigo Ciochetti eine Performance in schwarzer Strickmode bot.

## Auszeichnungen
Abraham wurde unter anderem mit dem Bessie Award und Princess Grace Award (beide 2010) ausgezeichnet. 2012 erhielt er den Jacob’s Pillow Dance Award, im Jahr 2013 ein renommiertes Stipendium der MacArthur-Stiftung („Genie-Preis“). 2016 war Abraham Preisträger des Doris Duke Artist Awards. 2022 wurde Abraham in die American Academy of Arts and Sciences gewählt.